# しあわせだいふく
「しあわせだいふく」は、日本の歌。作詞・作曲:混xxx（三叉路）。2007年12月から2008年1月まで、NHKの歌番組「みんなのうた」で放送。

## 概要
千葉県八街市の和菓子会社にイメージソングの製作を頼まれ、混xxxが、頭に浮かんだフレーズを膨らませて作ったもの。歌詞では、「大福」について、大福を食べることによって、心が安らぎ、また嬉しい気分になると歌っている。番組内の放送で使用されたアニメーションの映像は、わたなべさちよの書き下ろしのイラストを使用している。2008年1月には3枚目のメジャーシングルとしてブロー・ウインド・レコードからCDが発売された。
初回放送からおよそ6年後、三叉路の活動休止から2年後の2013年10月12日、11月9日に「みんなのうたリクエスト」で初めて再放送された。

## 収録曲
1. しあわせだいふく 
作詞・作曲：混xxx　編曲：川田雅之
2008年に発売されたアルバム「三匹の音痴」にも収録された。
2. しんごうきのうた~1 2 3~ 
作詞・作曲：混xxx　編曲：混xxx、川田雅之、 屋嘉部盛正
3. Anniversary 
作詞・作曲：三叉路　編曲：川田雅之、古澤直樹
4. しあわせだいふく（カラオケ）
5. しんごうきのうた~1 2 3~（カラオケ）